# Ntangaro
Ntangaro är ett vattendrag i Burundi.   Det ligger i provinsen Kayanza, i den nordvästra delen av landet, 50 km nordost om huvudstaden Bujumbura.
Omgivningarna runt Ntangaro är en mosaik av jordbruksmark och naturlig växtlighet. Runt Ntangaro är det tätbefolkat, med 459 invånare per kvadratkilometer.